# La Vallée de la peur (film, 1947)
Pour les articles homonymes, voir La Vallée de la peur (homonymie).
Pour plus de détails, voir Fiche technique et Distribution.
La Vallée de la peur (Pursued) est un western américain réalisé par Raoul Walsh en 1947.

## Synopsis
Territoire du Nouveau-Mexique, au début du XXe siècle, Medora Callum recueille Jeb Rand, un jeune enfant dont le père vient d'être assassiné, et l'élève avec ses deux propres enfants, Thorley, alors âgée de trois ans, et Adam, quatre ans. Ceux-ci devenus adultes, elle veut partager ses biens en trois parts égales, ce qui provoque avec Adam, qui a toujours considéré Jeb comme un intrus, un conflit, exacerbé par la naissance de relations amoureuses entre Thorley et Jeb...
Mais la famille Callum n'est pas sans relation avec ce qui est arrivé lorsque Jeb était enfant et qui hante ses cauchemars.

## Fiche technique
- Titre original : Pursued
- Titre français : La Vallée de la peur
- Réalisation : Raoul Walsh
- Scénario : Niven Busch
- Direction artistique : Ted Smith
- Décors : Jack McConaghy (en)
- Costumes : Leah Rhodes
- Photographie : James Wong Howe
- Son : Francis J. Scheid
- Musique : Max Steiner
- Montage : Christian Nyby
- Producteur : Milton Sperling
- Société de production : United States Pictures (en)
- Société de distribution : Warner Bros. Pictures
- Pays de production :  États-Unis
- Langue originale : anglais
- Format : noir et blanc – 35 mm – 1,37:1 – mono (RCA Sound System)
- Genre : western, film noir
- Durée : 101 minutes
- Dates de sortie : 
  - États-Unis : 2 mars 1947
  - France : 13 octobre 1948

## Distribution
- Teresa Wright (VF : Raymonde Reynard) : Thorley (Rose en VF) Callum
- Robert Mitchum (VF : Claude Péran) : Jeb (Job en VF) Rand
- Judith Anderson : Medora Callum
- Dean Jagger (VF : Robert Dalban) : Grant Callum
- Alan Hale : Jake Dingle
- John Rodney : Adam Callum
- Harry Carey Jr. : Prentice
- Lane Chandler (VF : René Blancard) , Ian MacDonald : Membres du clan Callum
- Norman Jolley (VF : Jean Clarieux) : un membre moustachu du clan Callum
- Jack Montgomery (VF : Raymond Loyer) : un membre moustachu du clan Callum
- Jack Davis (VF : Georges Chamarat) : le médecin militaire
- Clifton Young : le sergent
- Ernest Severn : Jeb, à 11 ans
- Charles Bates : Adam, à 11 ans
- Peggy Miller : Thor, à 10 ans
- Tom Fadden (non crédité) : le pasteur

## Critique
À l'occasion d'une diffusion du film en 1987 sur France 3, au Cinéma de minuit, le créateur et animateur de cette émission, Patrick Brion, écrivait dans Télérama, sous le pseudonyme d'André Moreau :

« La Vallée de la peur est un western exceptionnel dans lequel les thèmes propres au genre se mêlent aux obsessions psychanalytiques. Ce qui aurait pu n'être qu'une classique histoire de vengeance se transforme bientôt en un drame freudien dont les personnages échappent aux conventions de l'époque. On est frappé par la richesse des rapports entre ces héros marqués par le destin et obsédés par leur passé. La passion de Jeb et de Thorley prend alors une surprenante dimension et le fait que Niven Busch ait écrit le scénario pour Teresa Wright, qui était sa propre femme, donne un ton étrangement personnel à l'histoire. Tout aussi à l'aise dans le western épique qu'ici, Raoul Walsh signe avec La Vallée de la peur une œuvre grave, douloureuse et passionnante. »

## Sortie vidéo
Le film sort en DVD/Blu-ray en mars 2020, avec en bonus une présentation du film par Patrick Brion et Bertrand Tavernier.